# بیمارستان انگلیس و روسیه
بیمارستان انگلیس و روسیه (به لاتین: Anglo-Russian Hospital) یک بیمارستان در روسیه است.